# Sture (friherrlig ätt)
Sture var en svensk friherrlig ätt, förgrenad från den uradliga ätten Natt och Dag.
Ättens stamfader, generalmajoren Sten Arvidsson (1681–1730), var son till vice presidenten i Svea hovrätt Arfvid Ifvarsson som upphöjts till friherre av Karl X Gustav men inte introducerats. Modern, friherrinnan Märta Kurck, var dotter till Jöns Knutsson Kurck den yngre och friherrinnan Sofia De la Gardie. Sten Arvidsson var den ende av föräldrarnas barn som förde ätten vidare på svärdssidan. Han gjorde en militär karriär under Karl XII och deltog i flera berömda slag. År 1720 blev han friherre, och när han introducerades tre år senare på nummer 187 fick han tillåtelse av riddarskapet och adeln att anta namnet Sture eftersom han var avlägset släkt med de yngre sturarna. Hans hustru grevinnan Hedvig Maria Piper var dotter till Carl Piper och Christina Törne från Bureätten.
Sten Arvidsson och Hedvig Maria Piper hade tio barn. Döttrarna gifte sig Piper, Dohna, Steuch och Kurck. Av de tio barnen fortlevde ätten på svärdssidan med den yngste, löjtnanten vid Westgöta kavalleri Sten Gabriel Sture. Han fick fem barn i sitt andra äktenskap, med grevinnan Eleonora Bonde af Björnö, dotter till riksrådet Gustaf Bonde i dennes andra äktenskap med Viveka Trolle. Dottern Viveka gifte sig med friherre Otto Ramel, och blev stammoder till den friherrliga ätten Ramel.
Viveka Stures yngste bror Gustaf Fredrik Adam Sture var överste och bosatt på Hallansberg. Hans hustru var friherrinnan Anna Fleetwood). Deras äldste son Sten Miles Sture var borgmästare i Skövde och häradshövding. En syster till honom gifte sig Barnekow. Viveka Stures andra bror, Sten Sture, var överste i armén, och deltog i finska kriget. Hans döttrar gifte sig von Düben, Ankarcrona, Gyllenstierna af Lundholm, Rosenstierna, Kalling och Bielke. Den siste på manssidan av ätten var Sten Miles Sture, som slöt ätten den 14 juli 1875. På kvinnosidan slöts ätten den 24 juli 1887.